# Jason Smith (acteur)
Pour les articles homonymes, voir Jason Smith et Smith.
Jason Smith est un acteur de télévision australien né le 31 mai 1984 à Sydney. Il joue le rôle de Robbie Hunter dans le soap opera Summer Bay.

## Filmographie
- 2021 : Power Rangers : Dino Fury - saison 28 (série TV) : voix, Brineblast
- 2014 : Power Rangers Super Megaforce - saison 21, épisode 6 (L'Esprit du tigre) : Casey Rhodes
- 2008 : Power Rangers : Jungle Fury - saison 16 (série TV) : Casey Rhodes
- 2004 : Natalie Wood : Le Prix de la gloire téléfilm de Peter Bogdanovich : Jimmy Williams
- 2003 à 2006 : Summer Bay  -  107 épisodes : Robbie Hunter
- 2000 : Brigade des mers - épisode : Charlie's Pride ( et Pay the Piper (sérei TV) : Neil Wilson
- 1996 : Brigade des mers - épisode : Kilo Hotel (série TV) : Neil Wilson

Karate Kid (2009)